# بيغي هولمز
بيغي هولمز (بالإنجليزية: Peggy Holmes)‏ هي مخرجة أمريكية، ولدت في 1950.

## وصلات خارجية
- بيغي هولمز على موقع IMDb (الإنجليزية)
- بيغي هولمز على موقع ألو سيني (الفرنسية)
- بيغي هولمز على موقع أول موفي (الإنجليزية)
- بيغي هولمز على موقع أول موفي (الإنجليزية)
- بيغي هولمز على موقع قاعدة بيانات الأفلام السويدية (السويدية)
- بيغي هولمز على موقع قاعدة بيانات الفيلم (الإنجليزية)
- بيغي هولمز على موقع كينوبويسك (الروسية)